# Ballet enchanté
Ballet enchanté est le 16e album de bande dessinée mettant en scène le personnage de Mélusine, sorti en 2008. Les dessins sont de Clarke et le scénario de Gilson.

## Synopsis
L'album est composé de 27 gags d'une page chacun, d'un de deux pages, de cinq de deux pages, d'un de trois pages et d'un de quatre pages. Contrairement aux autres albums de la série, aucune histoire ne porte le titre de l'album.

## Source
- www.bedetheque.com, « Mélusine » (consulté le 18 août 2008)